# Fort van Steendorp
Het Fort van Steendorp is een voormalig fort in de fortengordel rond Antwerpen. Het is sinds 2001 een natuurgebied.

## Geschiedenis
Tussen 1882 en 1892 werd in Steendorp, nu een deelgemeente van gemeente Temse (Oost-Vlaanderen), een groot bakstenen fort gebouwd onder de naam Fort Rupelmonde, een bruggehoofdfort van de Vesting Antwerpen. Pas in 1909 kreeg het de benaming Fort Steendorp. Het fort ligt ongeveer 600 meter ten noorden van de Schelde, op de zuidelijke flank van de cuesta van het Waasland.
Het fort werd gebouwd omdat in 1859 Antwerpen als centrum van de Belgische landsverdediging werd uitgekozen. De bedoeling van de vesting was lang genoeg te kunnen standhouden bij een eventuele inval van een van de buren tot de grote mogendheden, garanten van de Belgische onafhankelijkheid, in staat waren België te hulp te komen. De voornaamste angst van de jonge staat was een inval van Frankrijk en inlijving bij dit land.
Fort Steendorp was het laatste fort dat in België in baksteen werd opgetrokken en het vormt aldus de afsluiting van acht eeuwen baksteenbouw in dienst van versterkingen, het was meteen ook het duurste fort tot dan toe in België gebouwd. Het fort werd uitgerust met droge grachten wat uitzonderlijk is in deze contreien en een unicum in de vesting Antwerpen. Hierdoor dat er een aantal vestingbouwkundige onderdelen zijn die we nauwelijks ergens anders terugvinden. Een grote militaire geschiedenis heeft het Fort niet gekend, wel hebben de twee wereldoorlogen er diepe sporen in achtergelaten.
Het Fort heeft tot nu toe vier bestemmingen gekend:
Eerst was het een versterking, dan werd het een militaire fabriek waar onder meer oorlogsgassen werden gefabriceerd. Vervolgens werd het een oefenterrein van het leger en het eindigt als een natuurgebied.
Het fort wordt al meer dan 35 jaar bewaakt door de familie Le Blon, die als enige familie in het beschermd gebied woont.

## Natuurgebied
Bij besluit van de bevoegde minister werd de omgeving van het Fort op 29 mei 1995 beschermd als landschap en op 15 september 1997 volgde de bescherming van het Fort als monument. Op 14 december 2001 werd het Fort gekocht door Agentschap voor Natuur en Bos (ANB) en het werd geherwaardeerd als monument en als natuurgebied.
Rond het fort komen het in het Waasland zeldzaam geworden kruisbladwalstro en vele varens, zegges en zwammen voor. Ook huizen er vele vogelsoorten, 109 waarvan er 43 ter plaatse broeden. We treffen er bijvoorbeeld de nachtegaal, de wielewaal, de holenduif, de ijsvogel en de kleine bonte specht aan. Het fort is verder belangrijk als slaap- en voedselplaats voor doortrekkende vogels. De door de zon verwarmde zuidhelling van de cuesta zorgt voor gunstige stijgwinden.
Naast de natuur rond het fort is het fort binnenin een ideale overwinteringplaats voor vleermuizen, het is de voornaamste overwinteringplaats voor vleermuizen in Vlaanderen na het Fort van Oelegem. Dit omdat de drie belangrijkste eisen van overwinterende vleermuizen in dit fort worden ingewilligd. Er is rust, er heerst een goede (vriesvrije) temperatuur en er is een grote vochtigheidsgraad.
Door beheerswerken is de populatie overwinterende vleermuizen aangegroeid tot meer dan 1200 exemplaren van negen verschillende soorten. De talrijkste soort (ongeveer 70 %) is de watervleermuis. Bijzondere soorten zijn de meervleermuis en de ingekorven vleermuis. Hiernaast wordt ook de gewone baardvleermuis, Brandts vleermuis, bruine grootoorvleermuis, franjestaart en de dwergvleermuis waargenomen. Uitzonderlijk is er al eens een laatvlieger gevonden.
Het fort is als deel van de fortengordel erkend als Habitatrichtlijngebied en krijgt daardoor extra bescherming op Europees niveau. Het fort wordt beheerd door het Vlaams Agentschap voor Natuur en Bos van de Vlaamse overheid. De vleermuisinventarisaties worden uitgevoerd in samenwerking met de plaatselijke Natuurpuntafdeling en de Vleermuizenwerkgroep van Natuurpunt.
Het fort is niet toegankelijk zonder begeleiding, maar op de buitenste omwalling loopt wel een wandelpad.

## Fotogalerij

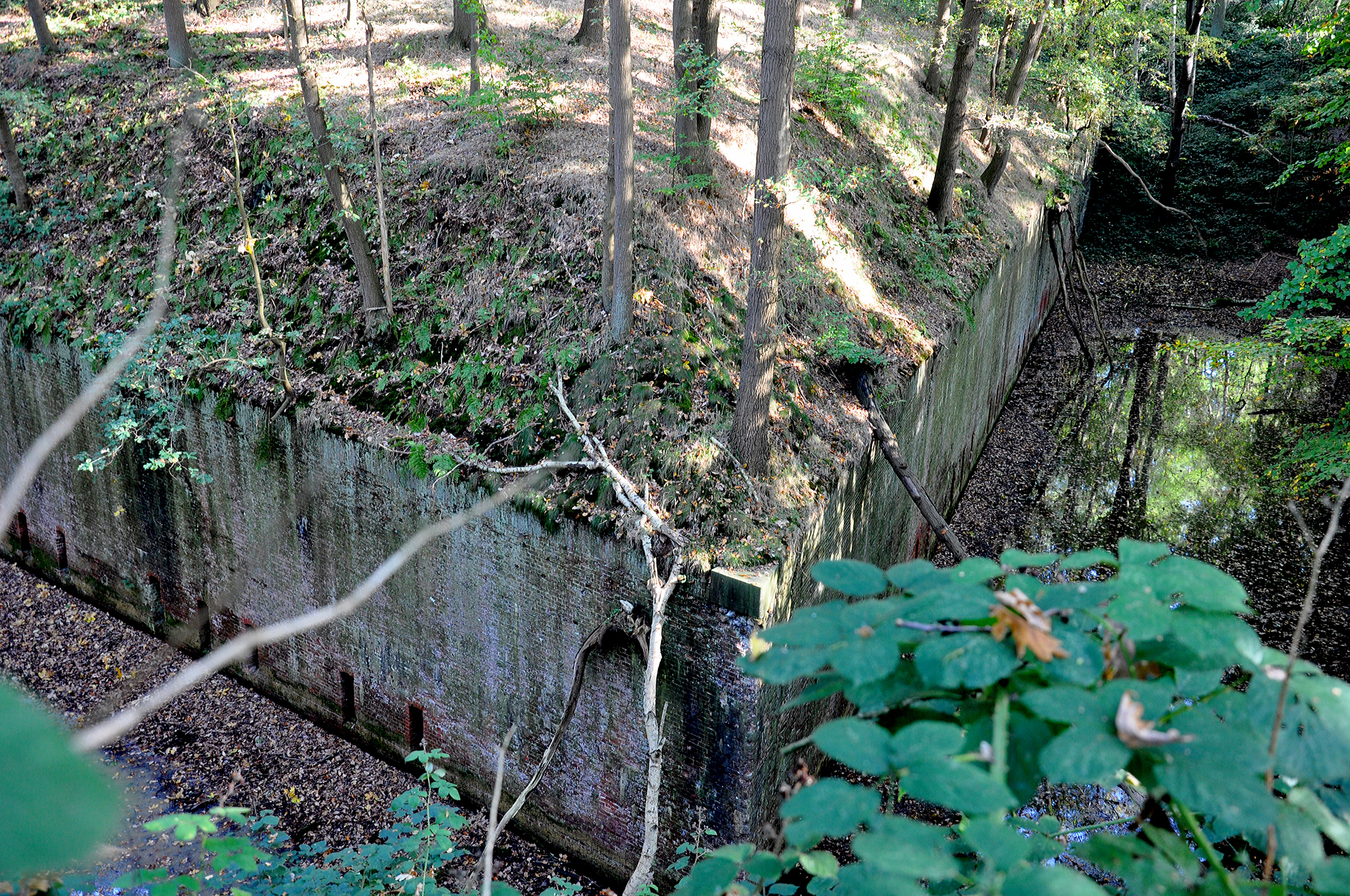
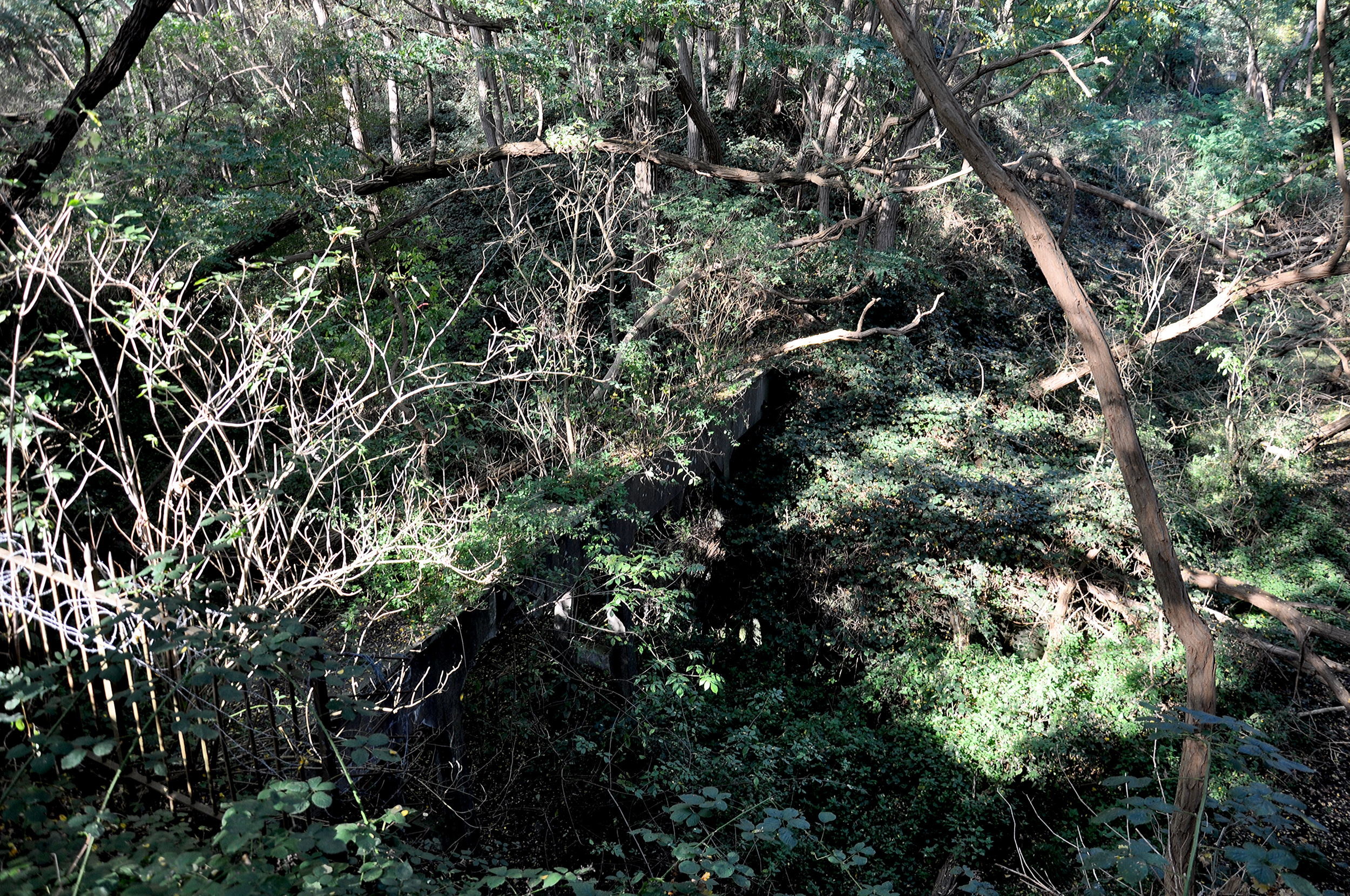
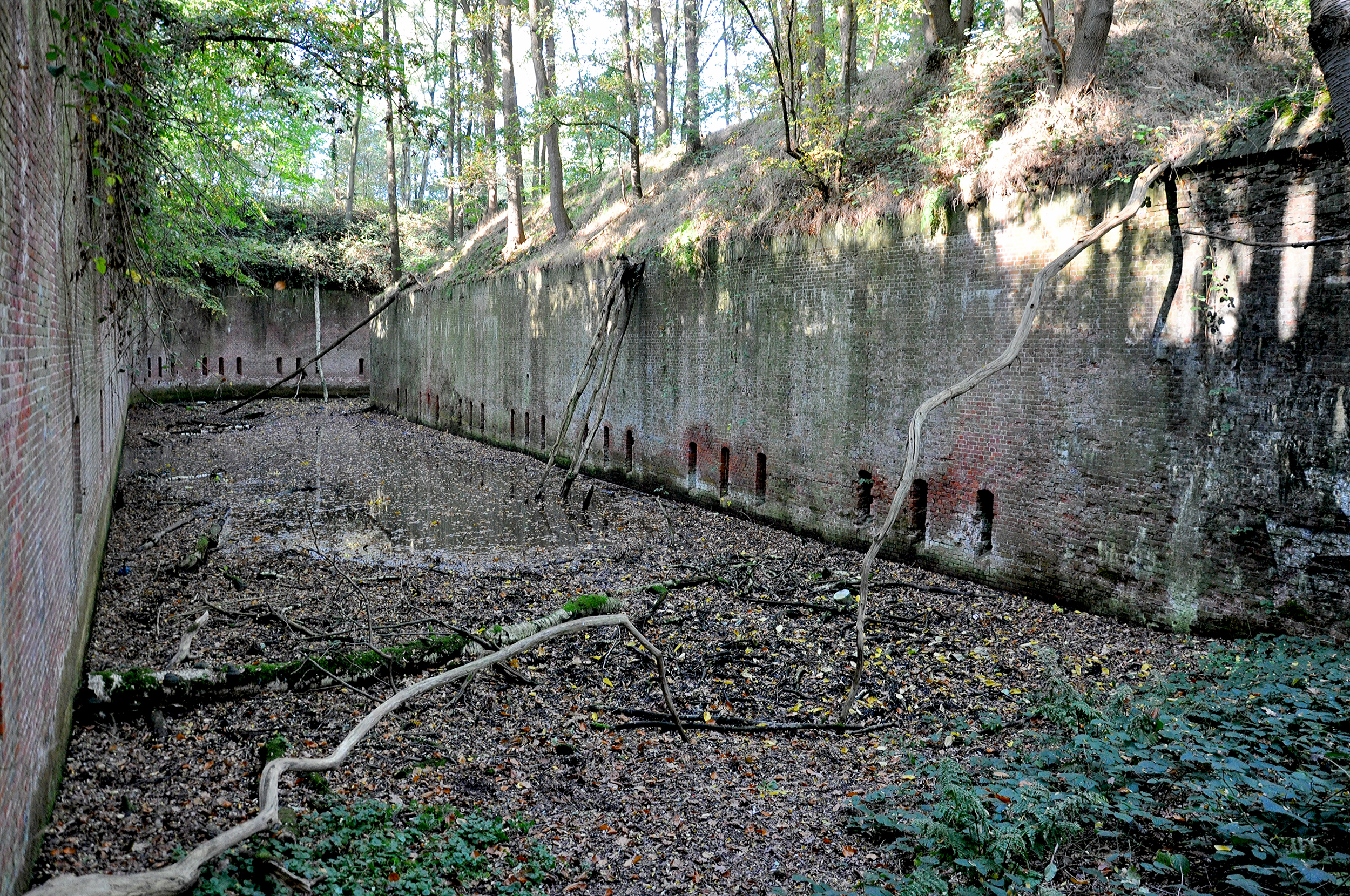
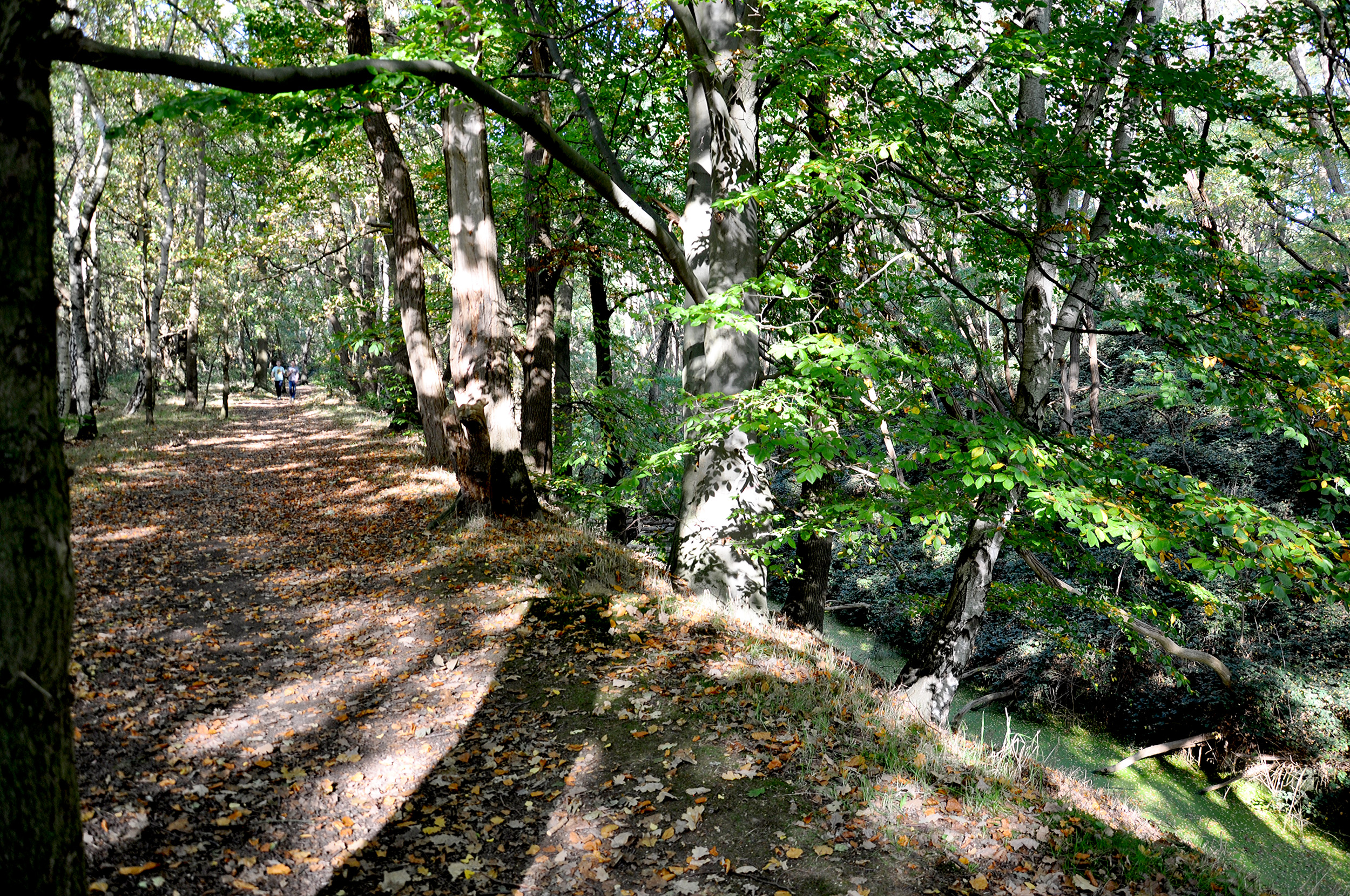
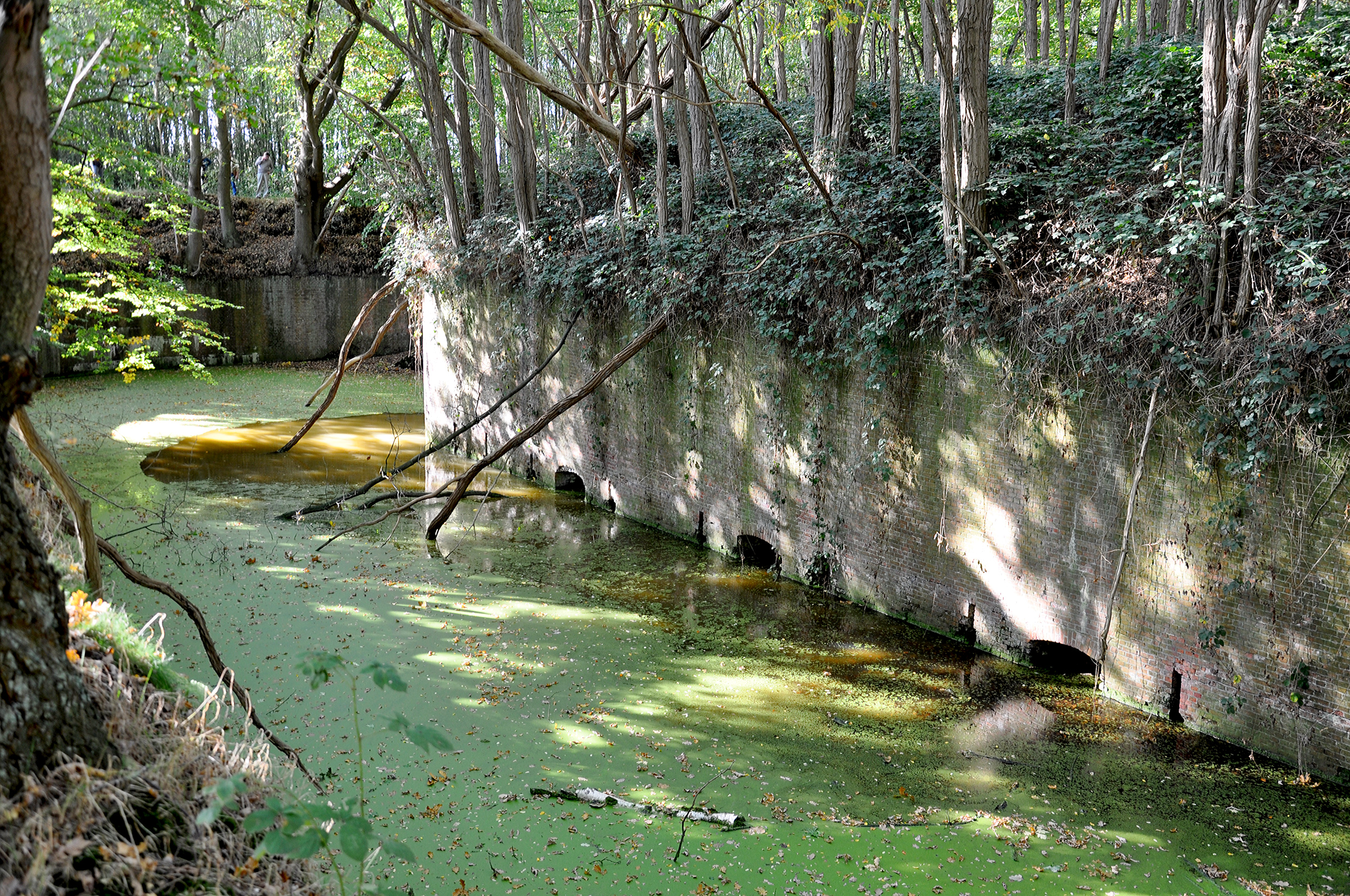
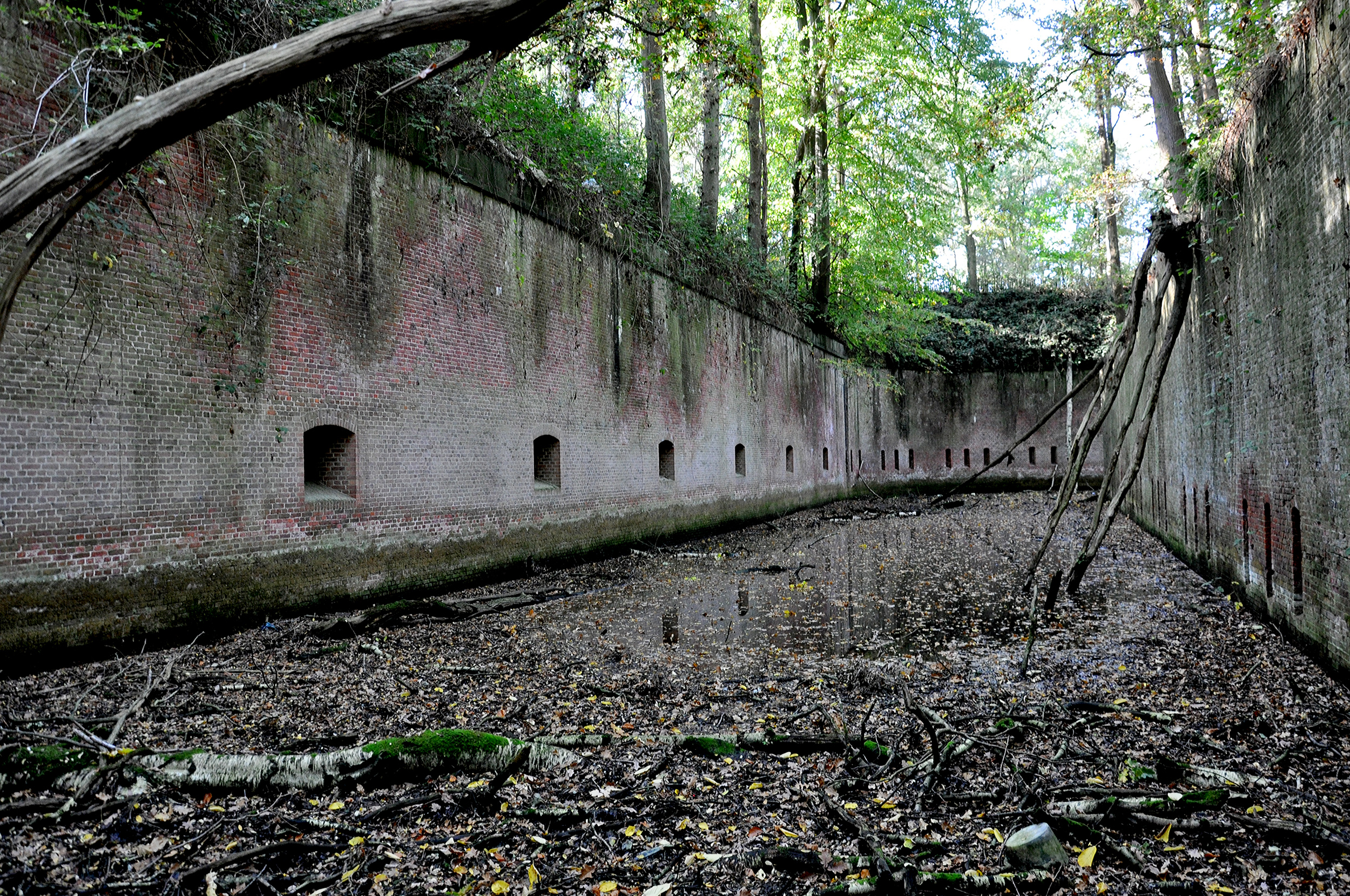